# Glen Little
Glen Little (nacido el 15 de octubre de 1975 en Wimbledon, Inglaterra) es un jugador de fútbol inglés que juega como centrocampista.

## Carrera
Juvenil del Crystal Palace, Glen fue cedido al Glentoran irlandés, donde ganó la copa gracias a un fantástico gol suyo. En 1996 fue fichado por el Burnley, sin duda, su mejor etapa transcurrió en ese equipo, donde estuvo 8 años, aunque con cesiones en 2003 al Reading FC y al Bolton Wanderers, en 2004 fichó por el Reading FC, donde estuvo 4 temporadas hasta ser rescindido, fichó por el Portsmouth FC en verano de 2008, firmando un contrato de una temporada.

## Clubes
| Club                      | País              | Año       |
| ------------------------- | ----------------- | --------- |
| Derry City                | Irlanda del Norte | 1994-1995 |
| Glentoran FC              | Irlanda del Norte | 1995-1996 |
| Burnley FC                | Inglaterra        | 1996-2004 |
| Reading FC (cedido)       | Inglaterra        | 2003      |
| Bolton Wanderers (cedido) | Inglaterra        | 2003      |
| Reading FC                | Inglaterra        | 2004-2008 |
| Portsmouth FC             | Inglaterra        | 2008-2009 |
| Reading FC (cedido)       | Inglaterra        | 2009      |
| Sheffield United          | Inglaterra        | 2009-2010 |
| Aldershot Town            | Inglaterra        | 2010-2011 |
| Wrexham FC                | Gales             | 2011-2013 |
| Wealdstone FC             | Inglaterra        | 2013-2014 |
| Heybridge Swifts          | Inglaterra        | 2014      |
| Grays Athletic            | Inglaterra        | 2014      |
| Welling United            | Inglaterra        | 2015      |
| Grays Athletic            | Inglaterra        | 2015-2016 |

## Palmarés

### Campeonatos nacionales
| Título                       | Club         | País              | Año  |
| ---------------------------- | ------------ | ----------------- | ---- |
| Copa Irlandesa               | Glentoran FC | Irlanda del Norte | 1995 |
| Football League Championship | Reading FC   | Inglaterra        | 2006 |